# Melissa Hogenboom
Melissa Hogenboom és una reportera de ràdio i de televisió, realitzadora i editora de la BBC. Està interessada en escriure i documentar sobretot històries originals i interessants amb la intenció d'arribar a una àmplia audiència.

## Trajectòria
Ha treballat durant més de 10 anys a la BBC, companyia per la qual ha escrit centenars d'articles. Dues de les entrevistes més importants que ha realitzat van ser a Wally Broecker, un destacat geoquímic, i David Attenborough, un important divulgador científic.
Actualment és l'editora de la pàgina de documentals BBC Reel, que ella mateixa va llençar el 2018. Té un especial interès per escriure històries experimentals, des d'explicar la cerca de la seva bessona en un univers paral·lel o narrar la trobada de les petjades dels últims neandertals. Hi posa el focus d'atenció també en plasmar històries que reflecteixen el canvi de la societat, sigui cap a millor o cap a pitjor. N'és un exemple el seu estudi de com la música afecta la demència del seu pare intentant així entendre el cervell humà, el sistema educatiu, intentant entendre si els humans realment controlem les nostres decisions...
Al llarg de la seva carrera ha guanyat diversos premis: Webbys, Kavali AAAS Science Awards, Telly awards, The Lovie Awards, The Drum Awards i the British Association of Science Journalism awards. A més, forma part del Learning Science Exchange de la Jacob's foundation.
Al maig de 2021 va publicar el seu primer llibre, The Motherhood Complex, un llibre sobre què significa ser mare. Hogenboom hi examina els canvis biològics i psicològics des de l'embaràs, els canvis del cervell i com hi afecta la tecnologia.

## Percepció de la realitat segons Hogenboom
El 2015 Hogenboom va escriure un article pel diari en línia de la BBC titulat How your eyes trick your mind (en català: ''Com els teus ulls enganyen la teva ment''). En aquest article hi plasma com les il·lusions òptiques demostren com el cervell humà assumeix ràpidament coses sobre el món que sovint no són veritat. Assegura que la ment humana tendeix a fer suposicions i interpretar el món que ens envolta, de manera que allò que veiem habitualment no és la veritat.
"Illusions, we have found, can reveal everything from how we process time and space to our experience of consciousness."
En aquest article explica la trajectòria de les il·lusions òptiques i del coneixement de la percepció visual. Comença explicant els inicis de les il·lusions: al segle xix, quan els primers científics estudiaven la percepció, va sorgir la il·lusió Ebbinghaus, que va demostrar que el cervell humà fa suposicions sobre la mida de les coses a partir d'altres objectes, suposicions que poden enganyar.
D'aquesta manera, el zoòtrop, un estri inventat el 1834, es pot considerar també una il·lusió òptica, atès que aquest enganya el cervell humà fent que vegi moviment on realment no n'hi ha.
Les il·lusions pioneres com aquestes van ser clau per l'estudi de la percepció, i ja al segle XX es va descobrir que certes neurones de la funció visual del cervell funcionen només quan els objectes estan orientats en segons quin angle. Així i tot, aquesta recerca sobre la percepció no va tenir gaire èxit al segle xx, tot i que va sorgir un moviment artístic anomenat Op-Art, estil que sovint genera una il·lusió de moviment.

Durant el segle XXI sí que va ressorgir amb força la investigació de la il·lusió, centrada sobretot en com els cervells processen el temps. S'ha descobert que el cervell està constantment intentant predir què passarà al següent moment. Això es deu al retard entre un esdeveniment i la percepció sobre aquest, consegüentment, la percepció humana sempre anirà endarrerida, per la qual cosa el cervell intentarà fer prediccions amb l'objectiu de percebre el present.

il·lusió òptica "rotating snakes"

Actualment, les noves tecnologies més avançades permeten observar com reacciona el cervell humà mentre observa il·lusions òptiques. Es pot observar, per exemple, la reacció de les neurones.
Aquesta il·lusió òptica de la "rotating snake", demostra que els ulls humans fan uns moviments molt petits i ràpids que van ser denominats saccades en anglès. Aquests moviments expliquen per què es pot veure moviment en aquesta imatge, perquè la retina rep molta informació i és llavors quan genera aquestes saccades i es percep un moviment inexistent.
Encara així els humans no són capaços d'explicar totes les il·lusions, per la qual cosa encara es tracta d'un tema molt estudiat. El que Hogenboom vol transmetre amb aquest article, però, és que el sistema visual és massa limitat com per afrontar correctament tota la informació que reben els ulls, i per això no sempre es pot confiar en el que aquests veuen.